# تعليم اللغات الأجنبية
تعليم اللغات الأجنبية هو تدريس لغة أجنبية أو أكثر مع اللغة الأم بقصد توسيع مفاهيم الطالب أو التلميذ من أجل توسيع فهمه وادراكه للعالم حوله وكل دولة لها طريقتها ونظامها التعليمي في تدريس اللغات الأجنبية ولكن تحتل اللغة الإنجليزية المرتبة الأولى عالميا من حيث دراستها كلغة أجنبية ثانية في أغلب دول العالم.

## نظام تدريس اللغات الاجنبية حسب الدول

### أمريكا
في الولايات المتحدة للطالب الحق في اختيار لغة ثانية يدرسها إلى جانب اللغة الرسمية وله الحق ان يرفض دراسة أي لغة ثانية يعني انها غير اجبارية

### كندا
تطبق أغلب المدارس تدريس اللغتين الفرنسية والإنجليزية حسب اللغة الام.

### بريطانيا
في بريطانيا الإنجليزية هي اللغة الرسمية وللطالب الحق في اختيار اللغة الثانية مثل أمريكا فهناك مدارس تختار الهندية وهناك الفرنسية وحتى العربية.وفي 2010 صدر قرار يمنع تدريس أي لغة اجنبية في المرحلة الابتدائية.

### فرنسا
تدرس الإنجليزية كلغة ثانية بدءا من السنة الرابعة اعدادي بمعدل ساعة في الاسبوع ويتوسع ليصل ساعتين في المتوسط وفي الثانوي تضاف لغة اختيارية أخرى.

### مصر
تدرس اللغة اللغة الانجليزيه للطلاب مدة 12 عاما حيث تدرس بدءا من المرحلة الابتدائية حتي نهاية المرحلة الثانويه وهي لغة إجبارية التدريس يمتحن فيها الطالب. في المرحلة الثانوية تدرس لغة أجنبية ثانية بجانب اللغة الإنجليزية وللطالب الحق في اختيار أي لغة يدرسها بجانب الإنجليزية وتتيح للطالب فرص سفر خارج الدولة

### اليابان
تعتبر ميزانية التعليم في اليابان من الاعلى في العالم حيث تبلغ 71 مليار دولار وبدءا من أبريل عام 2011، أصبحت دروس اللغة الإنجليزية إجبارية للتلاميذ من عمر 10 إلى 14 عامًا.

### الخليج العربي وسوريا
تدرس الإنجليزية من المرحلة الابتدائية وهي اجبارية وليست اختيارية وكذلك يمتحن الطلاب فيها وهناك مدارس تُدرس اللغة الفرنسية وفي بعض المدارس اللغة الفرنسية إجبارية.كذلك الحال في فلسطين ومصر وسوريا والأردن.

### لبنان
في لبنان أغلب المدارس تدرس اللغة الإنجليزية كلغة ثانية وهناك مدارس تقدم الفرنسية على الإنجليزية

### الجزائر وليبيا والمغرب
تدرس الفرنسية من السنة الثالثة ابتدائي وهي اجبارية ويمتحنها التلاميذ.وفي ليبيا الإنجليزية الزامية.

### تونس
تدرس الفرنسية من السنة الثانية إبتدائي والإنجليزية من السنة الرابعة إبتدائي بينما في السنة الثالثة ثانوي يختار التلميذ لغة أجنبية ثالثة بين الإسبانية والألمانية والإيطالية والروسية والتركية والبرتغالية والصينية.

### كوريا الجنوبية
تدرس اللغة الإنجليزية بدءا من المرحلة الثانوية كلغة اجبارية للتلاميذ لتهيئتهم لدخول الجامعة ومواكبة التطور.

### الصين
في الصين تدرس الإنجليزية بدءا من الثانوية كمادة غير الزامية وتحتفط كل قومية الحق في دراسة لغتها الخاصة مثل التبت والويغور والمغول.

### روسيا
في روسيا مثل الصين لكل قومية لغتها الخاصة غير ان الروسية اجبارية وللطالب دراسة الإنجليزية في مرحلة المتوسط والثانوي لكنها غير الزامية.